# 熱帶爪蟾
熱帶爪蟾（学名：Xenopus tropicalis）是負子蟾科下的一種青蛙。牠們是爪蟾屬下唯一擁有二倍體基因組的，且已被DNA序列，補充了非洲爪蟾成為遺傳學上的模式生物。

## 外部連結
- Xenbase （页面存档备份，存于）